# Wylre’sches Haus

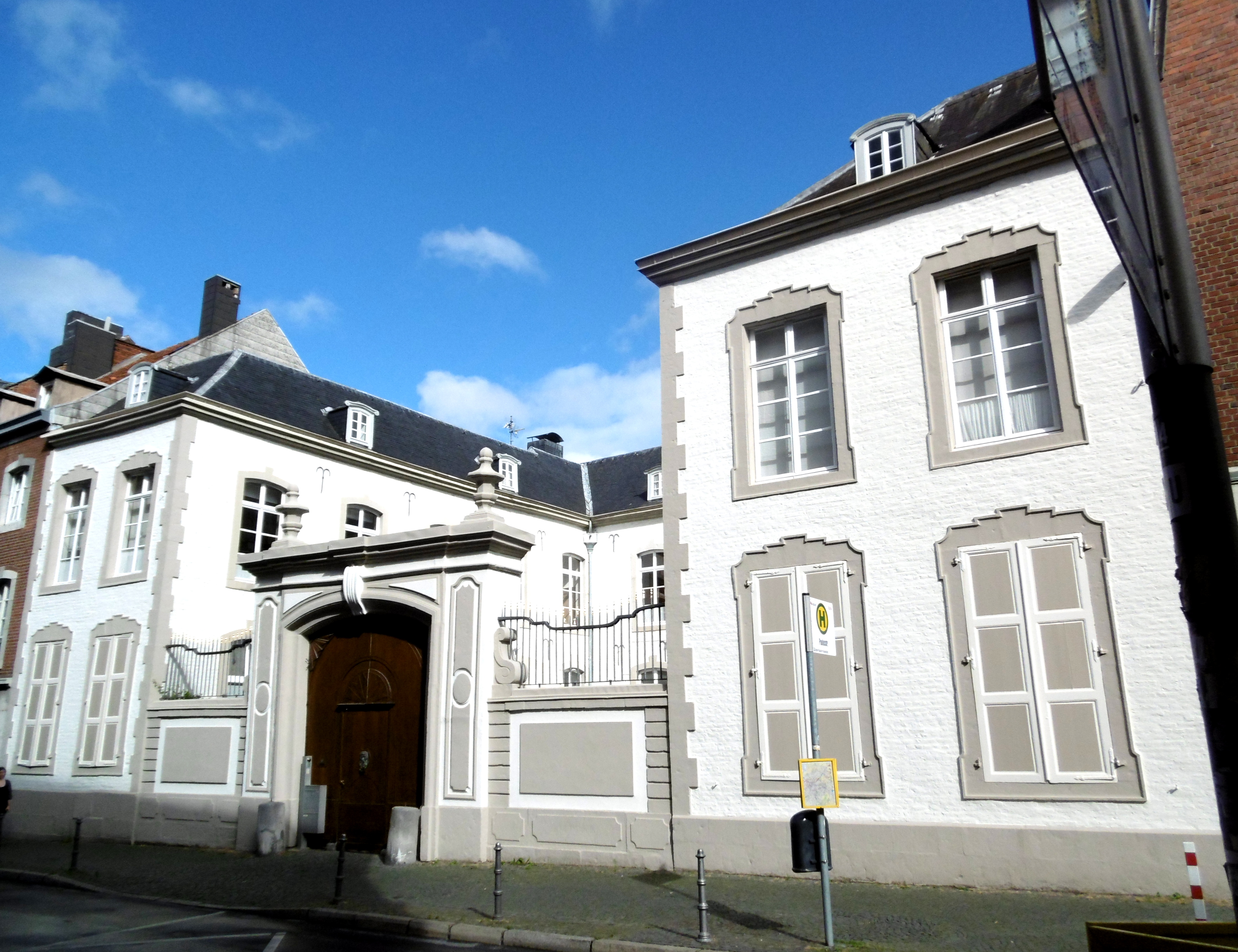
Frontansicht Wylre’sches Haus Aachen

Das Wylre’sche Haus in Aachen ist ein unter Denkmalschutz stehendes repräsentatives Wohngebäude in der Jakobstraße 35. Es hat seinen Namen nach dem Forstmeister, Schöffenmeister und mehrfachen Bürgermeister der Reichsstadt Aachen, Johann Bertram von Wylre, der es 1669 nach Ankauf mehrerer Grundstücke erbauen ließ. Seit der Übernahme durch den Aachener Zweig der Familie Hoesch/Heusch wird es vereinzelt in der Literatur und im Volksmund auch als Haus Heusch bzw. wegen seiner Ausstattung Palais Heusch bezeichnet.

## Geschichte
Der spanische Generalsteuereinnehmer Massin de l’Abbaye, mit Cornelia de Cretot verheiratet und 1652 in den Adelsstand erhoben, erwarb am 30. März 1652 ein „Grundstück allhie oben in der Jacobstraß nechst dem wohledelgeborenen Herrn Bertram von Wylre [...] Scheffen und Andrießen gelegen zum Preis von 650 Thalern.“ Nach dem Stadtbrand von Aachen kaufte er weiterhin, am 9. September 1656, den Bauplatz eines „abgebranten haußes [...] sambt darauf verfindlichen materialien anhabend garten undt stallung mit dem ausgang in Bendelstraß zu 480 Thaler“. Des Weiteren erwarb er am 4. Februar 1662 noch „einen abgebrante bawplatz sampt den daraufstehenden achterbau und fontein“ von 1653 Thalern zu 26 Aachener Mark. Massin gehörten nun drei fortlaufende Parzellen in der Jakobstraße unterhalb des Wylreschen Besitzes. Am 28. April 1668 gingen die drei Grundstücke in den Besitz der Geschwister Nikolaus und Elisabeth Schörer über, die schließlich am 30. April 1669 Johann Bertram von Wylre und dessen Gattin Anthonetta Isabellae Clarae von Merode de Hoffalize zu Franckenbergh für 1406 Reichsthaler erwarben. Auf diesen drei Parzellen wurde Haus 35 in der Jakobstraße erbaut. Das Wylresche und Meroder Wappen zieren einen Säulen-Kamin aus Dolhainer Marmor im Erdgeschoss.
Nach dem Tod von Johann Bertram von Wylre wurde das Haus Eigentum seiner Tochter Maria Rosa Margarete (* 1672, verh. mit Jacob Cordonaeus) und von einem weiteren seiner 14 Kindern, Hubert Friedrich Hyacinth (1676–1714) bewohnt. Vor 1726 ging der Wylresche Hof in den Besitz von Mathias Gerhard Clotz (* 1674 Aachen) über und nach ihm auf seinen jüngeren Bruder Johann Caspar († 1732 Düsseldorf), dessen Frau Maria Deodata Pieron de la Florevie 1746 in der Jakobstraße 35 starb. Deren Sohn, der Lizentiat der Rechte Mathias Joseph von Clotz (1722–1780), ließ den Wylreschen Hof von Johann Joseph Couven zeitgemäß renovieren. Das Resultat sind die Fassade, die barocke Innenausstattung und das Balkongitter. Dessen zweiter Sohn Kaspar Joseph von Clotz wurde 1789 Bürgermeister der freien Reichsstadt Aachen. Mit einigen Unterbrechungen hielt er das Amt bis zum 29. September 1797. Bereits zwei Jahre zuvor, am 31. Dezember 1795, bezog die französische Verwaltung des Arrondissements das Gebäude. Weil von Clotz nach dem Einzug der Franzosen in Aachen und der Abschaffung des alten Rates geflüchtet und auch ohne Nachkommen war, erwarb im Jahre 1798 der Tuchfabrikant Edmund Joseph Kelleter (1741–1821) das Gebäude.

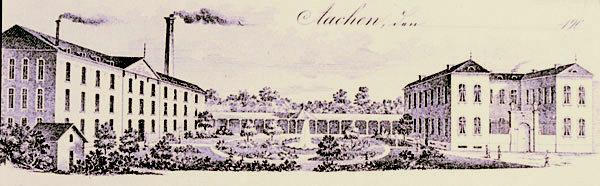
Wylre’sches Haus mit Achterbau nach Umbau durch Edmund Kelleter

Die Lage für eine solche Fabrik bot sich besonders wegen des hier vorbeifließenden Paubaches an. In seinem im Stil des Empire restaurierten Wohngebäude hatte Kelleter 1804 unter anderem Kaiser Napoleon Bonaparte zu Gast. Nachdem Kelleter einige Jahre später noch eine im rückwärtigen Bereich befindliche Mühle übernommen hatte, ließ er einen neuen Achterbau errichten, in dem er seine Tuchfabrik vom Löhergraben umsiedelte. Während des Monarchenkongresses 1818 besichtigten der österreichische Kaiser und der preußische König die Zubereitung der Wolle und die Herstellung der Casimir-Tuche in der Fabrik, die mit Dampfmaschine und Gasbeleuchtung ausgestattet war. Das Leuchtgas der Gasbeleuchtungsanlage wurde in der Fabrik selbsterzeugt und durch den Garten in das Haus geleitet. Edmund Kelleters Sohn Johann Tilmann Kelleter (1773–1835) erbte 1821 den Wohn- und Firmenkomplex. Am 4. November 1833 besichtigte Seine Königliche Hoheit Kronprinz Friedrich Wilhelm die Tuchfabrik Kelleter.
Die Firma Kelleter wurde nach dem Ableben Johann Tilmann Kelleters von dem Aachener Nadelfabrikanten Heinrich Nütten erworben, der nun das Achtergebäude zur Nadelfabrik umfunktionierte.

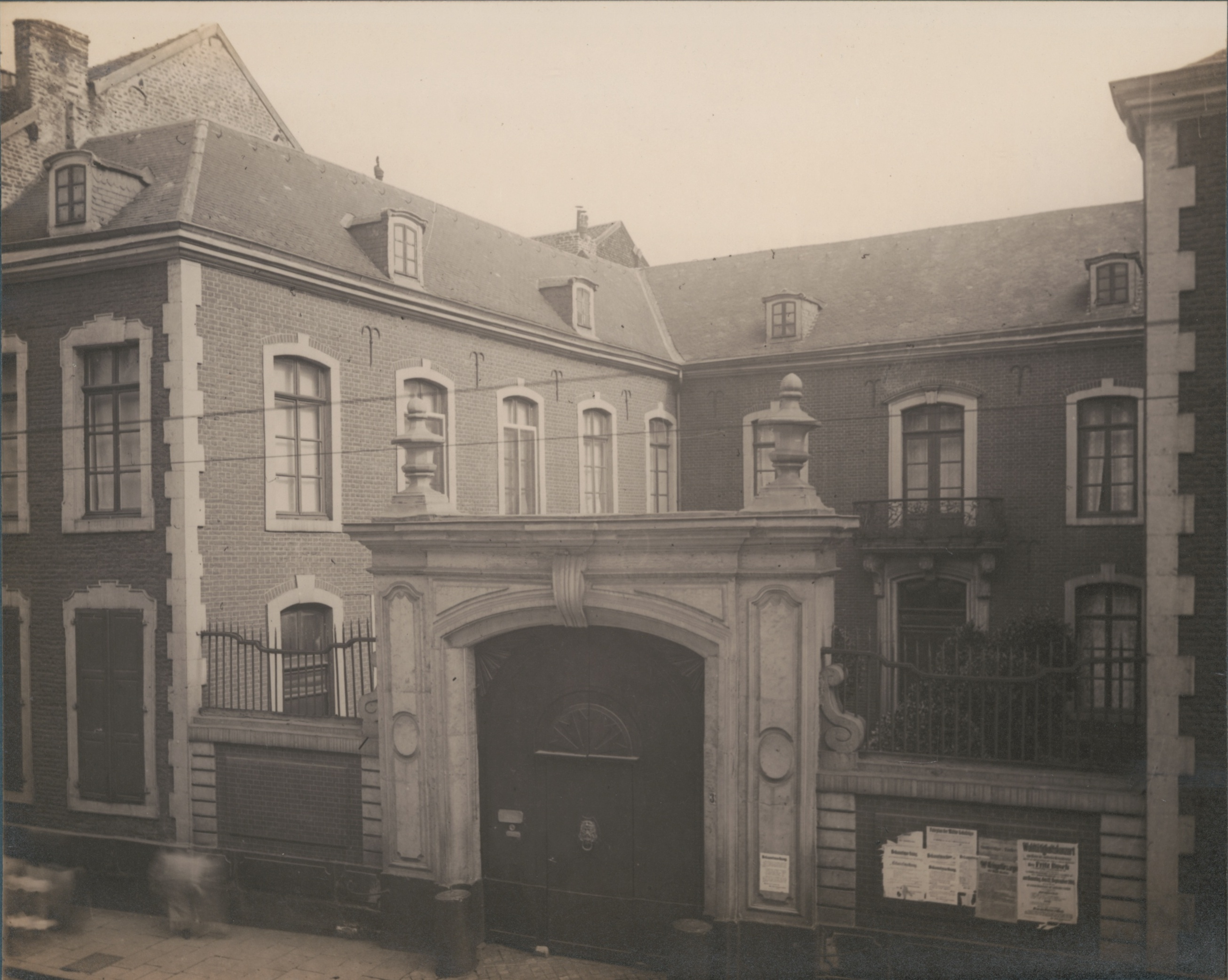
Wylre’sches Haus um 1915

Schließlich kaufte 1861 der Kratzen- und Nadelfabrikant Eduard Alexander Heusch (1833–1890) die Gebäude und verlegte die älteste Aachener Kratzenfabrik August Heusch & Söhne seines Vaters von der Bendelstraße in die Jakobstraße, wo sie später von seinem Sohn Albert Heusch übernommen wurde. Dieser wiederum übertrug den gesamten Besitz seinem Sohn, dem späteren Aachener Oberbürgermeister Hermann Heusch. Das erhaltene Vorderhaus wurde 1996 innerhalb der Familie meistbietend versteigert und befindet sich noch heute in Familienbesitz. Das Achterhaus ist in seiner alten Form und Funktion nicht mehr existent.
In der Gartenmauer rückseitig des Hauses wurde mittlerweile das Fragment einer Grabplatte aus Blaustein eingearbeitet, die aus St. Paul, der ehemaligen Klosterkirche des Dominikanerklosters Aachen, stammt, in der mehrere Angehörige der Familie von Wylre beerdigt wurden. Auf ihr ist unter anderem das Wappen der Familie und das Todesjahr 1568 eingraviert, weswegen es sich hierbei um Simon von Wylre (1491–1568) handeln muss, den Sohn des Bürgermeisters Wilhelm von Wylre und der Eva Holtzappel sowie Urgroßonkel von Johann Bertram von Wylre.

## Baugeschichte

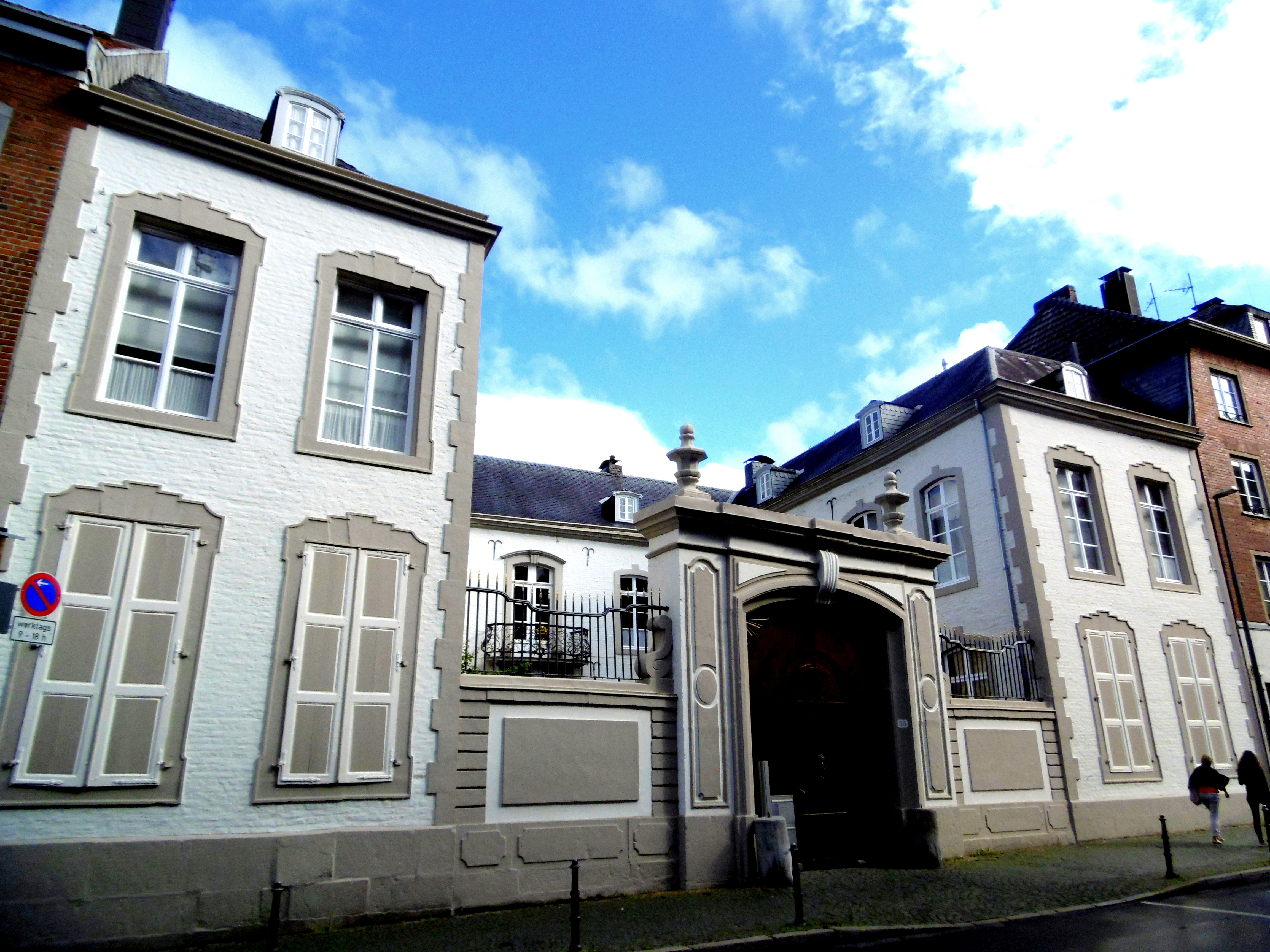
Ansicht Wylre’sches Haus

An dem Wylre’schen Hof ist die baugeschichtliche Umwandlung eines Adelshofes des 17. Jahrhunderts in ein Stadtpalais eines Fabrikanten des 19. Jahrhunderts abzulesen.
Das Wylre’sche Haus alias Der Wylre’sche Hof in der Jakobstraße 35 wurde zeitgemäß in Cour d’honneur-Bauweise angelegt, daher die Bezeichnung Hof. Die dreiflügelige Hofanlage war Ende des 17. und Anfang des 18. Jahrhunderts der generelle Wohnhaustyp eines innerstädtischen Herrensitzes. Das zweigeschossige Haupthaus, der zentrale corps de logis, mit flachem Walmdach und Backsteinfassade befindet sich im Fond des Hofes. Die Form einer Dreiflügelanlage stammt von dem französischen Vorbild: Hôtel particulier in Paris. Die beiden Seitenflügel sind entsprechend der Straßenflucht leicht schräg angeordnet. Das Gebäude wird dem Aachener Baumeister des Barocks Laurenz Mefferdatis zugeschrieben. Die von Laurenz Mefferdatis verwendete Formensprache zeigt sich vor allem in der Straßenfassade der beiden Seitenflügel, deren hohe Rechteckfenster in eine Blausteinlaibung eingebunden sind. Den Fenstersturz bilden Keilsteine, die zum Schlussstein hin aufsteigen. „Die abgerundeten Sturzenden wachsen aus schmalen Pfostengewänden hervor, die am oberen und unteren Ende ohrenartig vorspringen.“ Diese Umrahmung der Fensteröffnung veranschaulicht den Abschluss der Entwicklung des Aachener Rechteckfensters der Vor-Couven Zeit. Diese sogenannten italienischen Fenster lösen in der 2. Hälfte des 17. Jahrhunderts die Kreuzstockfenster ab. Ihnen folgen im Régence-Stil seit 1730 die leichten Stichbogenfenster von Johann Joseph Couven. Couvens Rokokofenster werden von flachen Pfostengewänden gefasst. Ein Keilstein betont den Stichbogen. „Die Fenster des Hofes werden durch Stichbogen mit Keilstein abgefangen; sie zeigen die Merkmale der Couven-Schule. Die übereck gestellten Pfosten, auf deren Rocaille-Konsolen die Balkonplatte ruht, erinnern an den Barock des Wespienhauses. Die unteren Räume enthalten noch eine Rokokoausstattung. Das Balkongitter hat H. Küpper Jakob Couven zugeschrieben.“ Die Innenräume von Mefferdatis sakralen Gebäuden pflegte Johann Joseph Couven einzurichten. Couvens Sohn Jakob Couven führte seine umfangreiche Umbaumaßnahme in der Jakobstraße Haus 35 in Fortführung des Stiles seines Vaters durch und gestaltete die Räume überwiegend im Empirestil.
Der linke Flügel wurde von Couven als Remise- und Stallungstrakt umgebaut und diente später auch zeitweise bis zum Bau des Achterhauses als Produktionsstätte. Danach wurde über den Wirtschaftsräumen eine Zwischendecke, eine Entresol, eingezogen.
Heusch kommt zu dem Schluss, dass der linke Flügel nicht zusammen mit dem Haupthaus und dem rechten Flügel erbaut wurde.
Die Gestaltung der in heller Grautönung gehaltenen, ornamentalen Portalflankierung erinnert an das heutige Erscheinungsbild von Couvens Kapelle Enthauptung Johannes des Täufers in Eupen. Die Flankierungsornamente sind im Vergleich zu Eupen pittoresker. Der Ehrenhof wird zur Straße begrenzt durch eine gitterbewehrte Mauer. „Das verhältnismäßig schwere Tor wird von einem flachen Stichbogen überdeckt; ein hoher Keilstein umspannt das die Torlaibung vertiefende kräftige Profil, zwei hohe Amphoren krönen die Enden des mehrfach verkröpften Abschlussgesimes, und schwere Prellsteine weiten den raumhaften Eindruck des Portals, dessen schweres zweiflügeliges Eichentor eine eingeschnittene Pforte in seine Gliederung einbezieht. Den schweren Torklopfer ziert ein bärtiges Antlitz, aus Messing getrieben. Der gegen das Tor etwas versetzte Hauseingang im rückwärtigen Haupttrakt wird durch übereckgestellte Blausteinpfosten gefasst. Die auskragenden Eckkonsolen sind in reicher Rokaille ausgearbeitet; sie tragen einen verkröpft ausschwingenden Balkon, dessen kunstvolles Eisengitter unter der Rangkrone die Initialen J. v. C. (Johann von Clotz, 1729 bis 1780) aufnimmt. Durch das dreiläufige Treppenhaus leitet die Mittelachse zum Garten. Auch die rückwärtige Hausfront zeigt unter dem in englischer Deckung geschieferten Satteldach schmucklos gegliederte, steile Fenster mit Stichbögen. Nur die Gartentüre ist – ähnlich ihrem hofseitigen Gegenstück – in Couvenscher Formensprache reicher gestaltet. Die Dachaufbauten zur Straße, zur Hofseite und zum Garten, in ihrer ursprünglichen Fassung bis heute erhalten, gehören ebenfalls der Couvenzeit an.“
Kelleter errichtete 1808 ein dreistöckiges Fabrikgebäude im Empirestil hinter dem Garten, „wo noch zur französischen Zeit Miethäuser mit den Nummern Bendelstraße 1361 und 1362 gestanden hatten“. Der Zweckbau wies eine ruhige und ebenmäßige Gliederung auf und hatte Blaustein-Fensterfassungen und den Flachgiebel schmückten die Gestalten der Ceres und des Merkur. Dieses Fabrikgebäude wurde am 14. Juli 1943 zerstört. Ebenso wie der von Kelleter gebaute klassizistische Wandelgang von seinem Wohnhaus zur Fabrik aus toskanischen Holzsäulen mit Pultdach und einem Monopteros.
Der Wylre’sche Hof, dieses zweigeschossige, breitgelagerte Haus mit Ehrenhof gibt Zeugnis „für die Ausrichtung der Aachener Baugeschichte nach den Vorbildern des Maastals. Sie bedeuten das Ende des süddeutschen Einflusses.“ Dieser Bautyp mit französischer Abstammung der Flügelbauweise existierte in Lüttich bereits um 1730 und fand in Aachen keine eigene Form.
Die Entwicklungsgeschichte dieser Hofanlage verdeutlicht eine zeitgemäße Erscheinung. Als Repräsentationshaus erbaut, wurde die Wohnstätte mit dem Arbeitsplatz verbunden und die Seitenflügel zur Produktion und als Kontor verwendet. Die Architektur der „Hofanlage“ bot mit den „Achterbauten“ im hofseitenen Gartengelände die Möglichkeit einer industriellen Nutzung und gleichzeitigem repräsentativen Wohnen. Kelleters „Achterbau“ aus dem Jahr 1808 war ein dreigeschossiger simpler Ziegelbau als Tuchfabrik und befand sich im Südosten an der Bendelstraße. Versorgungstechnisch erhielt der Gebäudekomplex durch den Paubach den nötigen Wasseranschluss, der durch eine Rinne unter den Seitenflügeln und mittels Kanal durch den Ehrenhof und unter den Hauptflügeln hindurch in den Garten geleitet wurde und hier auch die im Achtergebäude befindlichen Fabrikanlagen versorgte.

### Denkmälerverzeichnis
1977 wurde das Gebäude vom Landeskonservator Rheinland in das Denkmälerverzeichnis aufgenommen:
„Haus Heusch, Wilrescher Hof Kern 17. Jh., Umbauten 1. H. 18. Jh. (Mefferdatis?) und M. 18. Jh. (Couven?); 3flügeliger, 2geschossiger Stadthof in Backstein mit Blausteingewänden, der Hof zur Straße hin 3achsig, zur Gartenseite 7achsig, die 2achsigen Stirnseiten der Seitenflügel haben Rechteckfenster, sonst überall stichbogige Öffnungen; im Garten nach Westen anschließend ein klassizistischer Wandelgang, der zu einer im letzten Krieg zerstörten Fabrik führte“.